# Veliki obrnjen prirezan ikozidodekaeder
| Veliki obrnjen prirezan ikozidodekaeder                    | Veliki obrnjen prirezan ikozidodekaeder              |
| ---------------------------------------------------------- | ---------------------------------------------------- |
|                                                            |                                                      |
| Vrsta                                                      | uniformni zvezdni polieder                           |
| Elementi                                                   | F = 92, E = 150, V =60 ({\displaystyle \chi \,} = 2) |
| Stranske ploskve po stranicah                              | (20+60){3}+12{5/2}                                   |
| Wythoffovi simboli                                         | \| 5/3 2 3                                           |
| Simetrijska grupa                                          | Ih, [5,3], 532                                       |
| Bowerjeva okrajšava                                        | Gisid                                                |
| Sklici                                                     | U71, C85, W106                                       |
| veliki obrnjeni petstrani heksekontaeder (dualni polieder) | (34.5/3) slika oglišč                                |

Veliki obrnjen prirezan ikozidodekaeder je nekonveksni uniformni polieder z oznako (indeksom) U69. Ima Schläflijev simbol s{5/3,3}.

## Kartezične koordinate
Kartezične koordinate oglišč velikega obrnjenega prirezanega ikozaedra so parne permutacije vrednosti 
(±2α, ±2, ±2β),
(±(α−βτ−1/τ), ±(α/τ+β−τ), ±(−ατ−β/τ−1)),
(±(ατ−β/τ+1), ±(−α−βτ+1/τ), ±(−α/τ+β+τ)),
(±(ατ−β/τ−1), ±(α+βτ+1/τ), ±(−α/τ+β−τ)) in
(±(α−βτ+1/τ), ±(−α/τ−β−τ), ±(−ατ−β/τ+1)),
s parnim številom pozitivnih predznakov, kjer je
α = ξ−1/ξ
in
β = −ξ/τ+1/τ2−1/(ξτ)
kjer je 
τ = (1+√5)/2 zlati rez in
&xi je večja pozitivna realna rešitev enačbe ξ3−2ξ=−1/τ ali približno 1,2224727.
Če vzamemo lihe permutacije zgornjih koordinat z lihim številom pozitivnih predznakov nam da enanciomorfno obliko.